# RhB Gem 4/4
Gem 4/4 ist die Serienbezeichnung für die beiden Zweikraftlokomotiven der Rhätischen Bahn (RhB).

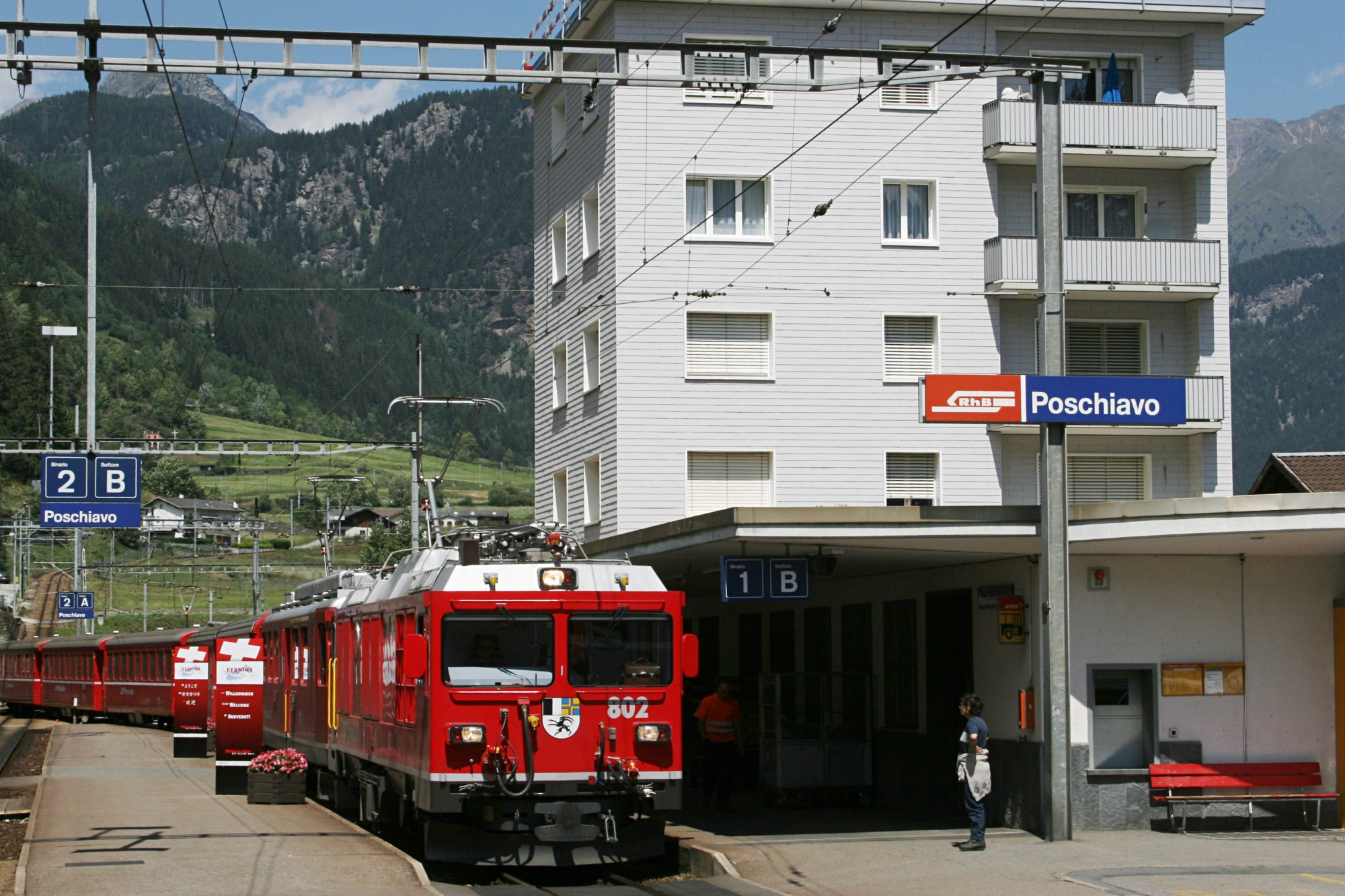
Zweikraftlokomotive Gem 4/4 802 im Bahnhof von Poschiavo, Fahrtrichtung Tirano

## Geschichte
Die beiden Gem 4/4 sollten als Universallokomotiven beschafft werden, als Ersatz für Dampflokomotiven und einen bei einem Brand beschädigten Triebwagen. Die Lokomotiven sollten im dieselelektrischen Betrieb auf dem gesamten Netz der RhB einsetzbar sein. Zusätzlich sollte ein rein elektrischer Betrieb auf der Berninabahn möglich sein.
Ursprünglich war die Furka-Oberalp-Bahn ebenfalls an einer solchen Lokomotive interessiert. Aus Kostengründen bestellte die Furka-Oberalp-Bahn jedoch eine Lokomotive, welche nur für den reinen Dieselbetrieb ausgelegt ist. Dennoch sind die HGm 4/4, die ein Jahr später an die Furka-Oberalp-Bahn abgeliefert wurden, stark verwandt mit den Gem 4/4 der RhB.
Am Bau der 13,54 m langen, 50 t schweren Maschinen waren die Unternehmen SLM, SWS, BBC und MFO beteiligt.
Die beiden Lokomotiven wurden nach einer verhältnismässig langen Entwicklungszeit von fünf Jahren 1968 der RhB übergeben.

## Aufbau
Die 1968 in Betrieb genommenen Drehgestelllokomotiven mit den Betriebsnummern 801 und 802 verfügen über jeweils zwei Dieselmotoren mit Gleichstrom-Generator und können somit fahrleitungsunabhängig auf dem gesamten Streckennetz verkehren.
Bei Inbetriebnahme waren die Lokomotiven rot mit silbernen Lüftungsgittern. Sie wurden zwischen 1986 und 1987 an das seither gültige Farbschema angepasst: Rahmen graubraun, Kasten rot mit zweisprachigem Logo und Bündner Kantonswappen.

### Mechanischer Teil
Der mechanische Teil wurde von SLM geliefert. Aus Gründen des einfachen Unterhalts und der Wirtschaftlichkeit sind einige Teile mit den ABe 4/4 II baugleich. So wurden z. B. die Drehgestelle einschliesslich der Fahrmotoren und das Bremssystem übernommen.

### Elektrischer Teil
Auch beim elektrischen Teil wurden Teile der ABe 4/4 II übernommen, so ist z. B. die Leitelektronik fast identisch und die vier Fahrmotoren wurden ebenfalls übernommen.

## Betriebseinsatz

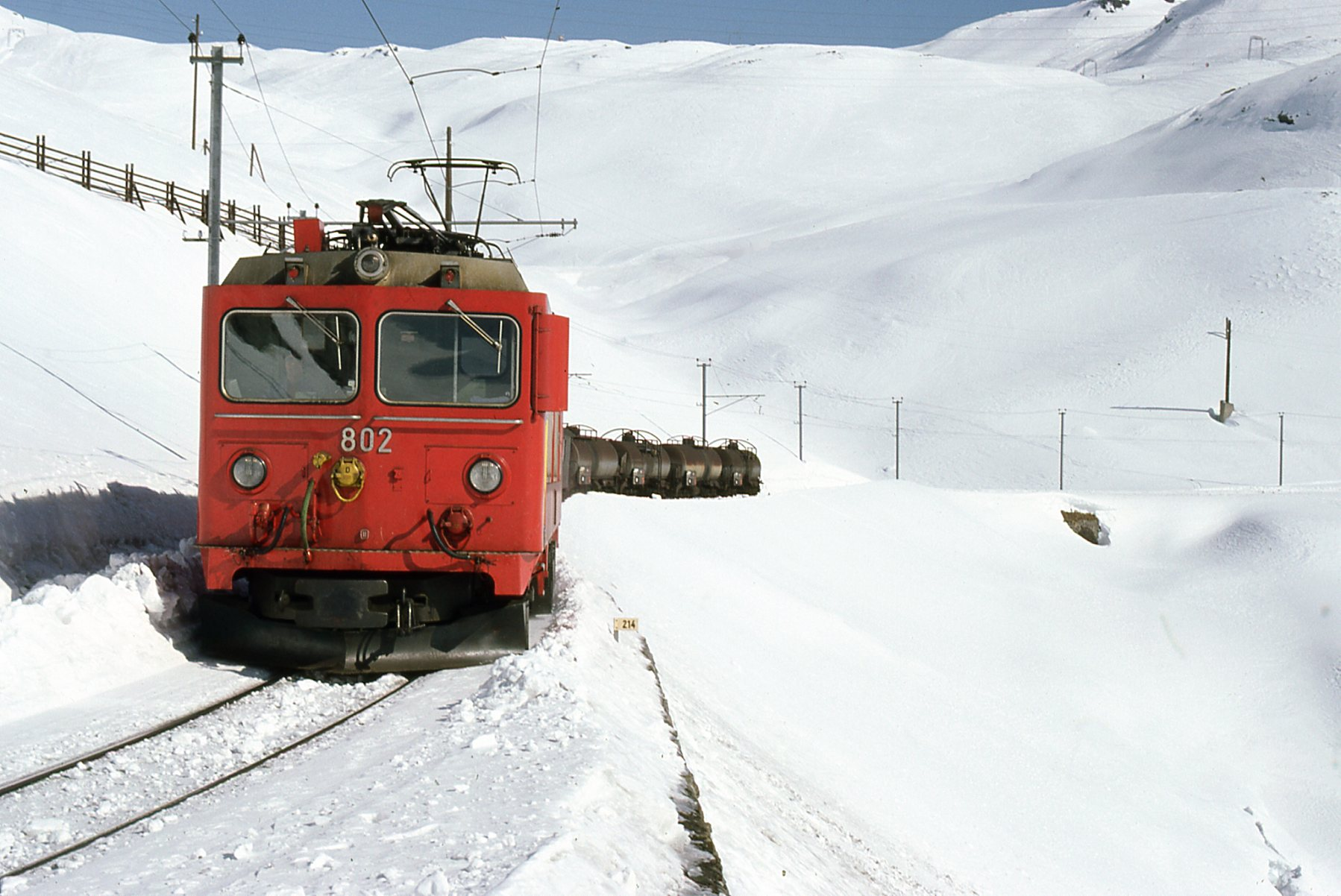
Gem 4/4 Nr. 802 in ursprünglicher Farbgebung mit einem Güterzug

Je eine Lokomotive ist in Pontresina und in Poschiavo beheimatet.
Das Haupteinsatzgebiet liegt seit Inbetriebnahme auf der Berninabahn, wo die Zweikraftloks häufig in gemischter Doppeltraktion mit Triebwagen (ABe 4/4 II oder ABe 4/4 III) zu sehen waren. Sie übernehmen Bauzug- und Schneeräumdienste auf dem gesamten RhB-Netz.
Von 1973 bis 1981 waren die beiden Gem 4/4 jeweils im Sommer für die Beförderung des Bernina-Express reserviert. Sie übernahmen die nach Tirano durchlaufenden Wagen in Samedan vom St. Moritzer Schnellzug und beförderten sie in Dieseltraktion bis Surovas oder Bernina Diavolezza, wo zum Gleichstrombetrieb gewechselt wurde. Dann führten die Maschinen den Zug weiter bis nach Tirano. Heute würde diese Betriebsform als Hybridtraktion gelten.
Nachdem in Pontresina das Gleis 3 mit einem umschaltbaren Fahrleitungsabschnitt ausgerüstet wurde, fuhren die direkten Wagen ab Chur mit der Stammnetzlokomotive bis Pontresina unter 11 kV Wechselstrom. Nach dem Halt wurde die Lok abgehängt und der Fahrleitungsabschnitt auf 1000 V Gleichstrom umgestellt. Darauf wurden die Triebfahrzeuge der Berninabahn (meist Triebwagen des Typs ABe 4/4 II oder ABe 4/4 III oder gemischt mit der Gem 4/4) an den Zug manövriert. Nach dem fahrplanmässigen Halt von 7 Minuten ging die Fahrt unter Gleichstrom weiter über den Bernina.
Seit 2011 werden die Bernina Express Züge durch die Allegra Triebzüge geführt. Ein Triebfahrzeugwechsel in Pontresina ist deshalb nicht mehr nötig. 

### Schneeräumung

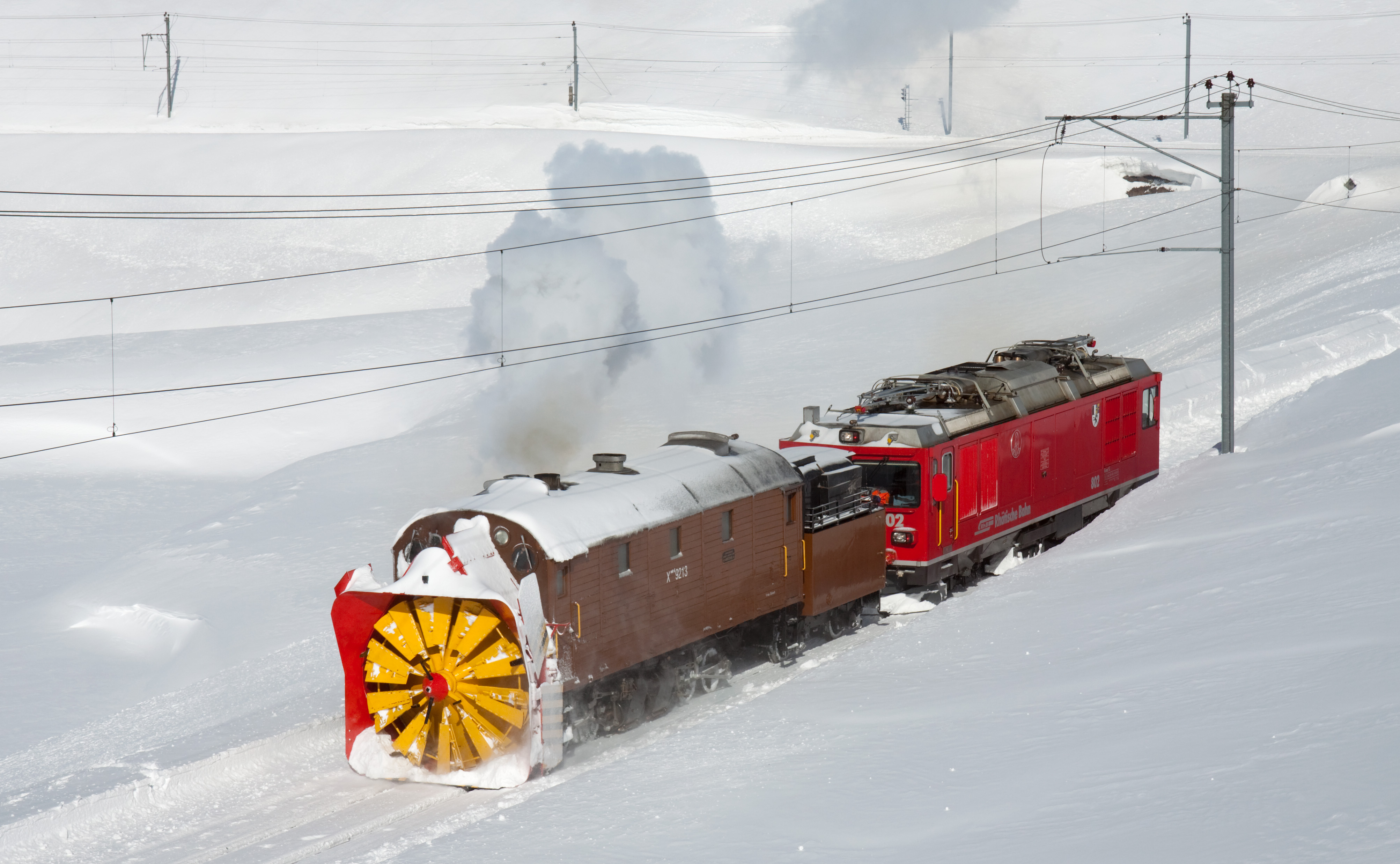
Gem 4/4 802 mit Schneeschleuder X^{rot d} 9213 am Berninapass

Nebst der Doppeltraktion mit den genannten Triebwagen können die Gem auch von den elektrischen Schneeschleudern Xrot et ferngesteuert werden.
Die Schneeschleudern können dabei entweder direkt von der Netzspannung von 1 kV Gleichspannung gespeist werden, oder von einer Gem 4/4. Im zweiten Fall wird einer der beiden Dieselmotoren einschliesslich Generator der Gem 4/4 dazu verwendet, die Schneeschleuder elektrisch zu versorgen. Dabei werden die Gem und die Xrotet über ein Kabel miteinander verbunden. Der zweite Dieselmotor einschliesslich Generator wird für das Fortbewegen der Lok und der Schneeschleuder verwendet.
In dieser Kombination können die elektrischen Schneeschleudern der Berninabahn auf dem gesamten Netz der RhB eingesetzt werden. Seit der Ablieferung der neuen dieselbetriebenen Schneeschleudern der Berninastrecke werden die Gem auch für deren Traktion eingesetzt.

## Liste der Gem 4/4
| Betriebsnummer | Name       | Inbetriebnahme | Revision |
| -------------- | ---------- | -------------- | -------- |
| 801            | Steinbock  | 1968           | 2002     |
| 802            | Murmeltier | 1968           | 2003     |

## Umbauten

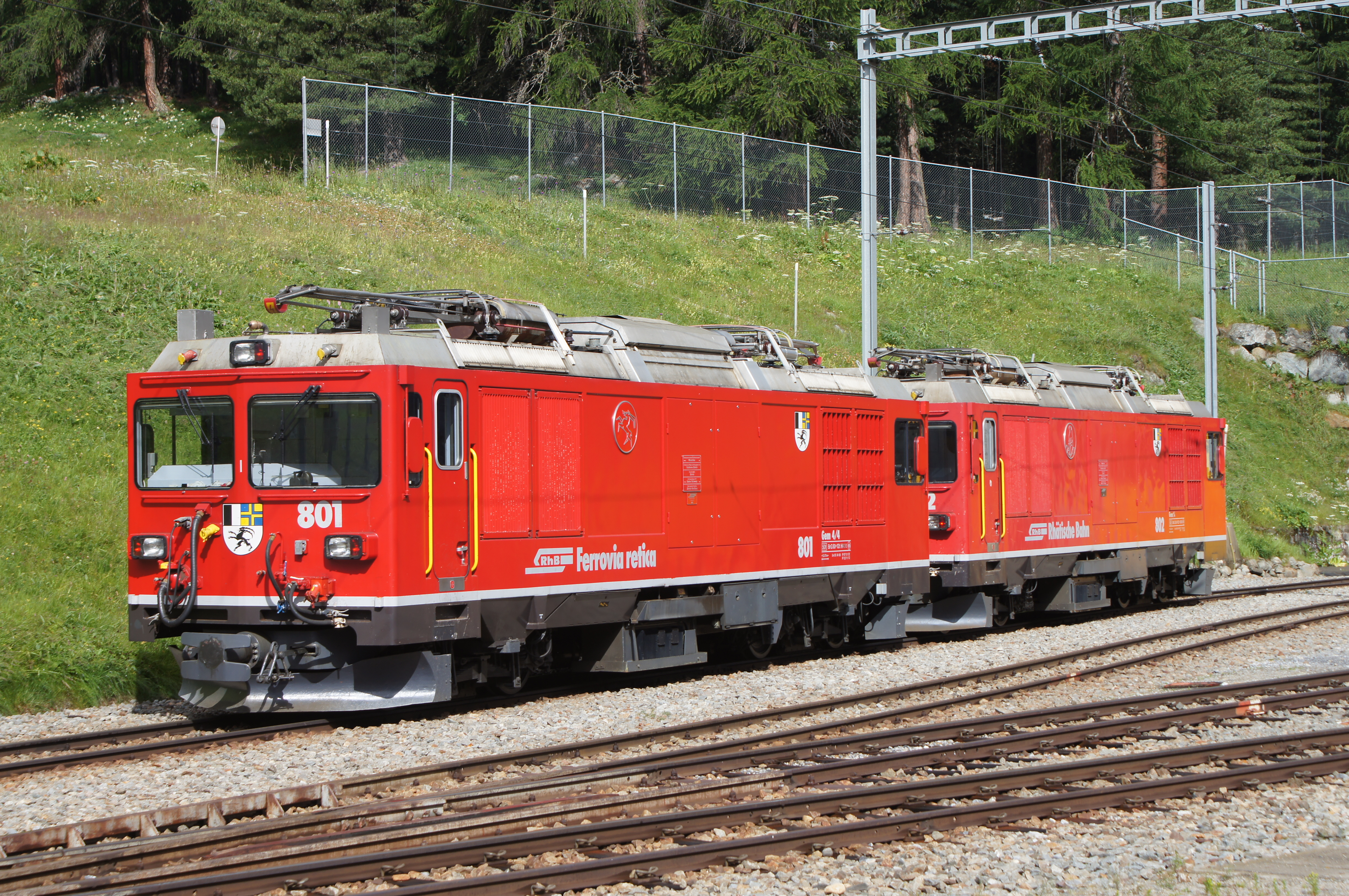
Gem 4/4 801 und 802 im Zustand nach der Sanierung 2002/03

Im Jahr 2000 wurde die Lok 801 in der Hauptwerkstätte in Landquart nach einem Brandschaden komplett saniert. Dabei wurden folgende Komponenten verändert:
- Die beiden Führerstände wurden abgetrennt und durch neue ersetzt. Der Führertisch wurde so angepasst, dass er nun dem der Ge 4/4 III entspricht.
- Die Dieselmotoren wurden durch neue mit je 709 kW ersetzt, ebenfalls 12-Zylinder-Cummins-Motoren (QST30-L).
- Die Führerstände wurden um je 22 cm verlängert.
- Die Leitelektronik wurde durch eine mikroprozessorgesteuerte ersetzt.
- Im Führerstand wurde eine Klimaanlage eingebaut.

Die Lok 802 wurde 2002/03 ebenfalls umgebaut.
Seit dieser Revision präsentieren sich die Gem wieder im strahlenden RhB-Rot. Die beiden Exemplare sind – ausser an den Betriebsnummern – durch die seitlich angebrachten silbernen Signete zu unterscheiden, die bei 801 einen Steinbock und bei 802 ein Murmeltier zeigen.
Im Rahmen des Betriebes hat sich herausgestellt, dass sich die zwei umgebauten Loks im Falle einer Doppeltraktion sehr nahe kommen (aufgrund der verlängerten Führerstände). Als Sofortmassnahme wurden die Doppeltraktion verboten und anschliessend die Loks durch den Einsatz von Zwischenringen um 35 mm verlängert.